# 太田達也 (法学者)
太田 達也（おおた たつや、1964年2月22日 - ）は、日本の法学者。専門は、刑事政策・被害者学・アジア法。慶應義塾大学法学部教授、同法科大学院教授。

## 人物
三重県鈴鹿市出身。学部・大学院時代の指導教授は宮澤浩一。
日本被害者学会、犯罪社会学会理事、警察庁、法務省矯正局、法務省保護局における各種委員会の委員、各種NPO法人の理事・評議員を務めている。

## 来歴
- 1986年 慶應義塾大学法学部 卒業
- 1994年 慶應義塾大学大学院法学研究科 公法学専攻 後期博士課程 中途退学[2]

## 職歴
- 1994年 慶應義塾大学 専任講師
- 1997年 慶應義塾大学 助教授
- 2004年 慶應義塾大学法務研究科 助教授
- 2005年 慶應義塾大学法務研究科 教授
- 2011年 慶應義塾大学 法学部 教授[1]